# 캐슬린 케닐리
캐슬린 앨리스 케닐리(Kathleen Alice Kenealy,  ~ )는 미국의 정치인이다.

## 학력
- 조지 메이슨 대학교 인문사회 학사
- 미국 가톨릭 대학교 법무박사

## 경력
- 2017.01 ~ 2017.01 캘리포니아주 법무장관 권한대행